# Wendy e Richard Pini

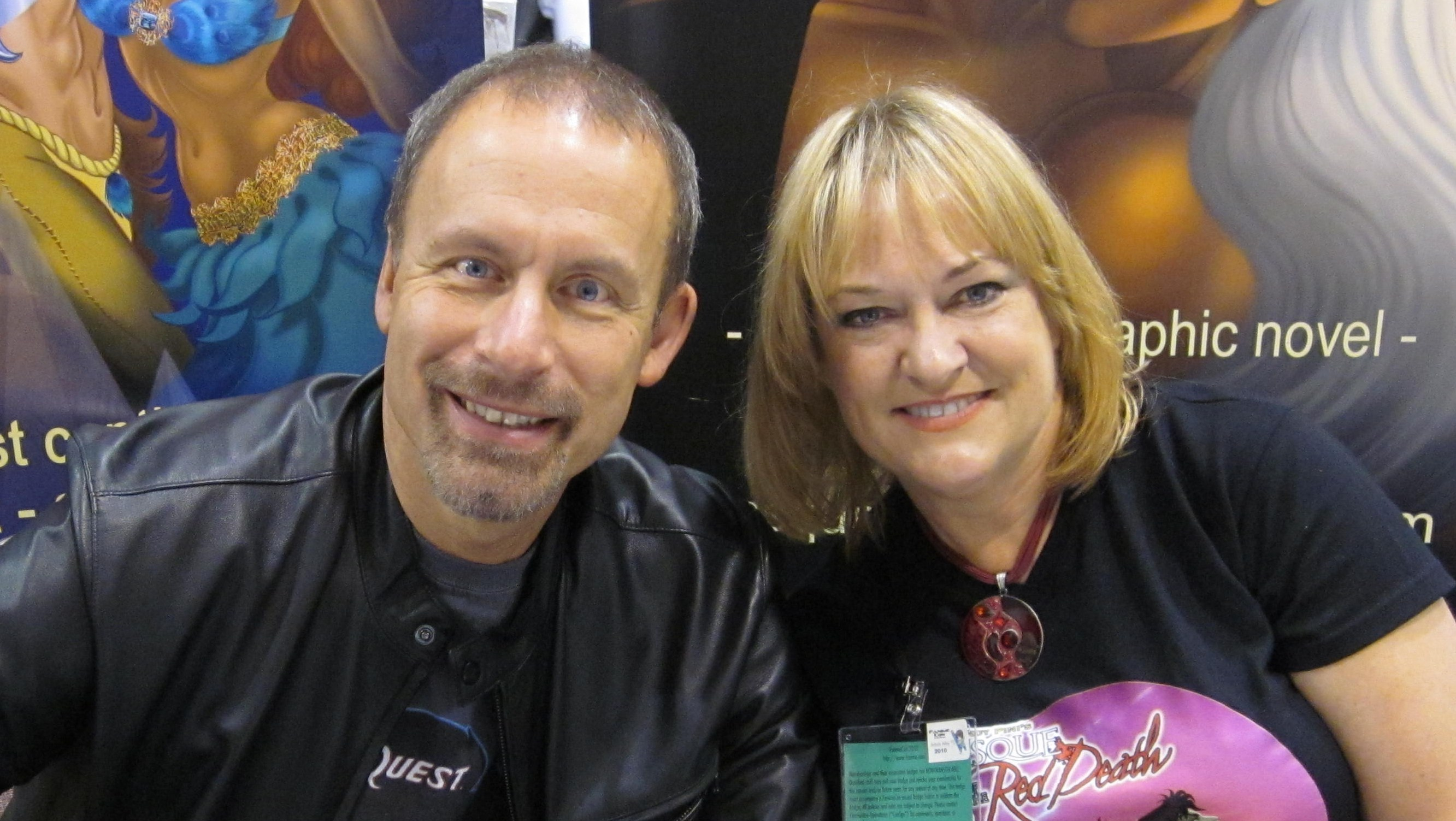
O casal em 2010

Wendy Pini née Fletcher, (4 de junho de 1951 - ) e Richard Pini (19 julho de 1950 - )  é um casal norte-americano responsável por escrever e desenhar a bem conhecida revista em quadrinhos Elfquest, assim como pela abertura da editora WaRP Graphics. Além Elfquest, Wendy escreveu e desenhou duas graphic novel baseadas na série de TV norte-americana Beauty and the Beast e também ilustrava casualmente histórias para a Marvel e a DC Comics.